# Celia Geraldy
Celia Geraldy (Buenos Aires, Argentina, 1920 - ibídem, 1977) fue una actriz y vedette argentina de cine y teatro de revistas.

## Biografía
Celia Geraldy fue una de las mujeres fatales del comienzo de la década de oro del cine argentino, donde trabajó en tres oportunidades con Hugo del Carril. Las dos primeras fueron dos solos, en Confesión (1940) de Luis Moglia Barth, su debut, y en Pasión imposible (1943) de Luis Bayón Herrera. La tercera en 1944, en Los dos rivales con Luis Sandrini. Con él volvió a trabajar en el mismo año en La danza de la fortuna junto a Olinda Bozán, en un papel de corista, donde transcurrían las escenas de los enredos que realizaban los capos cómicos. Este mismo papel lo repitió con otros grandes del humor, Niní Marshall en Mujeres que bailan (1949), Pepe Iglesias en El zorro pierde el pelo (1950), en una trilogía de filmes de Los Cinco Grandes del Buen Humor -Cinco grandes y una chica (1950), Vigilantes y ladrones (1952) y Trompada 45 (1953)-, Fidel Pintos en Uéi Paesano (1953), Enrique Serrano en El calavera (1954) y José Marrone en Alias Flequillo (1963).
En el policial negro utilizó la técnica de la mujer fatal pero cambiando de roles, ya fuera de mujer policía, vendedora de tiendas o compradora de elementos comunes en películas como El jefe (1958), Bajo un mismo rostro (1962) y Una máscara para Ana (1966) 
En teatro se lució en la obra Eclipse de sol de Enrique García Velloso y escrita por Homero Manzi, junto con Libertad Lamarque, George Rigaud, Angelina Pagano, Pedro Quartucci, Alita Román, Raimundo Pastore, Juana Sujo, Alberto Terrones, entre otros.

## Filmografía
- Confesión (1940)
- Eclipse de sol (1943)
- Pasión imposible (1943)
- La piel de zapa(1943)
- Los dos rivales (1944)
- La danza de la fortuna (1944)
- La casta Susana (1944)
- Mujeres que bailan (1949)
- Yo no elegí mi vida (1949)
- Arrabalera (1950)
- Los Pérez García (1950)
- Cinco grandes y una chica (1950)
- Abuso de confianza (1950)
- El zorro pierde el pelo (1950)
- Escándalo nocturno (1951)
- Deshonra(1952)
- Vigilantes y ladrones (1952)
- Trompada 45 (1953)
- Uéi Paesano (1953)
- Un hombre cualquiera (1954)
- El calavera (1954)
- Un novio para Laura (1955)
- Estrellas de Buenos Aires (1956)
- Sangre y acero (1956)
- El jefe (1958)
- Yo quiero vivir contigo (1960)
- Bajo un mismo rostro (1962)
- Alias Flequillo (1963)
- Sombras en el cielo (1964)
- El gordo Villanueva (1964)
- Necesito una madre (1966)
- Una máscara para Ana (1966)